# Henri Fissore
Pour les articles homonymes, voir Fissore.
Henri Fissore, né le 2 janvier 1953 à Monaco, est un diplomate et homme politique monégasque.

## Biographie

### Formation
Diplômé de l'École supérieure des sciences économiques et commerciales (ESSEC) en 1975 et de l'Institut d'études politiques de Paris (IEP Paris) en 1977, Henri Fissore est aussi ancien élève de l'École nationale d'administration (ENA), issu de la promotion Voltaire en 1980.

### Carrière
Henri Fissore commence sa carrière dans l'administration monégasque comme chargé de mission auprès du conseiller de gouvernement pour l'Intérieur en 1980 et comme secrétaire général de la direction des relations extérieures en 1982, avant d'occuper le poste de directeur général du département de l'intérieur de 1983 à 1993. Inspecteur général de l'administration, il est en même temps élu membre du Conseil national, le Parlement de la principauté, en février 1993.
En juillet 1995, il quitte le Parlement pour entrer au gouvernement comme conseiller (ministre) pour les finances et l'économie, où il demeure jusqu'en 2000 quand il est nommé ambassadeur de Monaco en Italie et représentant permanent auprès de l'Organisation des Nations unies pour l'alimentation et l'agriculture (FAO). Le 1er août 2006, il devient conseiller de gouvernement pour les relations extérieures, c'est-à-dire ministre des affaires étrangères.
Le 1er juin 2007, il quitte le gouvernement pour devenir ambassadeur en mission auprès du ministre d’État (Premier Ministre). Il est parallèlement  jusqu'en 2011 ambassadeur non résident au Portugal, en Australie et au Japon. Fin 2010, il est nommé « ambassadeur en mission » au cabinet du ministre d'État, chargé de mettre en œuvre des mesures concrètes destinées à renforcer l’attractivité économique de Monaco.
Il est admis à faire valoir ses droits à la retraite à compter du 1er juin 2017.
Depuis le 1er octobre 2017, il préside le conseil d'administration du Grimaldi Forum qui est le centre des congrès et culturel de Monaco et qui est constitué sous forme de société anonyme dont l'État monégasque est l'unique actionnaire.

## Distinctions
- Commandeur de l'ordre de Saint-Charles (Monaco)
- Commandeur de l'ordre national du Mérite (France)
- Grand officier de l'ordre de l'Étoile de la Solidarité (Italie)
- Commandeur de l'ordre souverain et militaire de Malte
- Commandeur de l'ordre Constantinien de Saint-Georges
- Décoré de l'ordre de l'Amitié (Russie)